# روي (عروض)
الروي هو الحرف الذي تبنى عليه القصيدة وتنسب إليه، فيقال: قصيدة دالية نسبة إلى حرف الدال، أو تائية نسبة إلى حرف التاء، وهكذا.
(...حرف الرَّوِيّ...)
هو آخر حرف صحيح في البيت، وعليه تبنى القصيدة وإليه تنسب
فيقال: قصيدة ميمية أو تائية أو دالية... الخ
والروي أهم حروف القافية، ويلتزم الشاعر تَكراره في أبيات القصيدة.
هنالك بعض الحروف لا تصلح أن تكون رويا
إما لأنها ليست أصلا في الكلمة أو لضعفها
كأن تكون حرف علة ( ا و ي )
مثال:
فالألف المدية ليست رويا بل حرف النون هو حرف الروي
وكذلك حرف (الهاء) وهو لا يصلح رويا في الحالات الآتية:
- إذ كانت ضميرا وقبلها حرف متحرك سواء أكانت هي ساكنة أو متحركة:
( الهاء ضمير، متحرك ما قبلها، وهي متحركة )
(حرف الروي هو اللام)
( الهاء ضمير، متحرك ما قبلها، وهي ساكنة )
(حرف الروي هو العين)
- إذا كانت للسكت:
( الهاء منقلبة عن تاء التأنيث المربوطة )

أقسام البيت الشعري

(حرف الروي هو الدال)